# Paraíso do Norte
Paraíso do Norte är en kommun i Brasilien.   Den ligger i delstaten Paraná, i den södra delen av landet, 1 000 km sydväst om huvudstaden Brasília. Antalet invånare är 11 781.
Omgivningarna runt Paraíso do Norte är huvudsakligen savann. Runt Paraíso do Norte är det glesbefolkat, med 15 invånare per kvadratkilometer.